# شیرینی گردویی
شیرینی گردویی سوغات بروجرد یکی از انواع شیرینی‌های سنتی ایرانی است. در این نوع شیرینی آرد، گردو، شکر و تخم مرغ بکار می‌رود. این شیرینی فاقد روغن است.